# Dendrochilum zollingeri
Dendrochilum zollingeri är en orkidéart som beskrevs av Friedrich Anton Wilhelm Miquel. Dendrochilum zollingeri ingår i släktet Dendrochilum och familjen orkidéer. Inga underarter finns listade i Catalogue of Life.